# Dobos Sándor (ügyész)
Dobos Sándor János (Cegléd, 1881. december 6. − Budapest, 1969. július 8.), ügyvéd, Pest vármegyei tiszteletbeli főügyésze, Cegléd városa tiszti ügyésze, 1918-ban Cegléd városa helyettes polgármestere, a ceglédi református egyház főgondnoka, a ceglédi gazdasági egyesület elnöke, a ceglédi Turini Százas Küldöttség elnöke, a Ceglédi Kisgazda főszerkesztője, a ceglédi takarékpénztár igazgatósági tagja, földbirtokos.

## Családja
Régi református nemesi családban született. Apja Dobos János (1844–1913) Cegléd város levéltárosa, anyja a római katolikus nemesi származású a persai Persay családból való persai Persay Anna (1859–1915). Az apai nagyszülei Dobos János (1804–1887), ceglédi református lelkész, és Storch Katalin voltak. Az anyai nagyszülei persai Persay Sándor (1818-1885) ceglédi gyógyszerész és Rigler Anna Terézia (1827-1876) voltak. Az anyai nagybátyjai dr. persai Persay Ferenc (1854–1937), Bars vármegye utolsó magyar alispánja, jogász, ügyvéd, valamint Persay Elek (1856-1908) gyógyszerész, Cegléd város tanácsosa voltak.

## Pályafutása
A jogi tanulmányai befejezése után ügyvédként praktizált; 1908-ban nyitotta meg Cegléden az irodáját. Az első világháború után tevékeny részt vett Cegléd társadalmi és közigazgatási életében.1914. február 10-én egyhangúlag a ceglédi református egyház választották meg; később 1920. február 26-án ismét egyhangúlag választották meg erre a tisztségre, amelyben 33 évig szolgált.
Rövidebb ideig többször helyettesítette a ceglédi polgármestert: 1918. november 1-jétől 1919. január 9-éig a Nemzeti Tanács elnökeként, 1919 augusztusától pedig a tisztséget nem vállaló, távol levő dr. Gombos Lajos volt ceglédi polgármestert helyettesítette, Sárkány Gyula 1921. november 21-ei megválasztásáig irányította ő a helyi ügyeket.
Az egykori Negyvennyolcas Függetlenségi Párt egyik rövid életű utódszervezetével, a Függetlenségi és 48-as Károlyi Párttal is kapcsolatba hozták a nevét 1919-ben, de egy rövid újsághírnél egyéb bizonyíték nem maradt arról, hogy azokban a zűrzavaros időkben ott érdemi tevékenység folyhatott volna. Később, 1920-ban a Keresztény-Keresztyén Kisgazda- és Földmíves Párt színeiben képviselőjelöltként lépett fel, de alulmaradt a győztessel szemben.
Az 1920-as és 1930-as években ceglédi gazdasági egyesület elnökeként szolgált. 1930. márciusában Pest vármegye főispánja vármegyei tiszteletbeli főügyésszé nevezte ki. 1930. május 15-én Cegléd város tiszti ügyésszé választotta a város képviselő-testület közgyűlése; ezt egészen nyugdíjazásáig, 1945 augusztusáig töltötte be, majd még ugyanebben az évben visszatért az ügyvédi hivatáshoz.
Több éven keresztül közölte cikkeit a Czegléd, a Czeglédi Hírlap, a Ceglédi Újság, majd a Ceglédi Híradó és a Ceglédi Kisgazda lapokban.

## Házassága és leszármazottjai
1910. május 25-én Cegléden,  kötött házasságot a római katolikus polgári származású Zalai Margit Lujza Franciska (Cegléd, 1892. március 27.–Budapest, 1964. május 4.) kisasszonnyal, akinek a szülei Zalai Ede gyógyszerész és Ferenczy Margit (1866–1911)  Dobos Sándor és Zalai Margit frigyéből született:
- ifjabb dr. Dobos Sándor (1911–Budapest, 1990. július 14.), törvényszéki bíró.[16] Neje: Csajka Ilona.
- dr. Dobos Károly. Neje: Braun Florence.
- Dobos Katalin. Férje: Szaplonczay Zsigmond (1908.–Budapest, 1985. november).[17]